# Rio Caciporé
O rio Caciporé é um dos rios que banha o estado do Amapá, no Brasil. Nasce na Serra Lombarda, centro-norte do estado. Uma de suas principais vilas ribeirinhas é a de Vila Velha, em Oiapoque.